# Джерело Шилової балки
Джерело́ Ши́лової ба́лки — гідрологічна пам'ятка природи місцевого значення в Україні. Об'єкт розташований на території Каховського району Херсонської області, за 2,5 км на північ від селища Веселе. Середня частина Шилової балки, при автотрасі Херсон — Нікополь. 

## Опис
Статус присвоєно згідно з Рішенням облвиконкому від 04.12.1975 року № 651/24, перезатверджено 19.08.1983 року № 441/16. Перебуває у віданні: Веселівська сільська рада.
Джерело Шилової балки має чисту та прохолодну воду, що особливо важливо, враховуючи спекотність літньої погоди в регіоні. Джерельна вода прекрасна для пиття. Вихід джерела красиво впорядкований, художньо оформлений. Територія навколо джерела засаджена вербами. Біля джерела зростають сідач коноплевий (Eupatorium cannabinum), очерет звичайний (Phragmites australis), потічник прямий (Berula erecta). У воді у великій кількості зростає ряска мала (Lemna minor).